# Olympische Sommerspiele 1896/Gerätturnen – Barren (Männer)
Der Turnwettkampf am Barren der Männer bei den Olympischen Spielen 1896 in Athen wurde am 10. April im Panathinaiko-Stadion ausgetragen.
Insgesamt gingen 18 Athleten aus 6 Nationen an den Start.
Olympiasieger wurde der Deutsche Alfred Flatow, vor dem Schweizer Louis Zutter.

## Ergebnisse
| Rang | Athlet               | Nation          |
| ---- | -------------------- | --------------- |
| 1    | Alfred Flatow        | Deutsches Reich |
| 2    | Louis Zutter         | Schweiz         |
| -    | Conrad Böcker        | Deutsches Reich |
| -    | Charles Champaud     | Bulgarien       |
| -    | Gustav Flatow        | Deutsches Reich |
| -    | Adolphe Grisel       | Frankreich      |
| -    | Georg Hillmar        | Deutsches Reich |
| -    | Gyula Kakas          | Ungarn          |
| -    | Filippos Karvelas    | Griechenland    |
| -    | Fritz Manteuffel     | Deutsches Reich |
| -    | Ioannis Mitropoulos  | Griechenland    |
| -    | Karl Neukirch        | Deutsches Reich |
| -    | Antonios Papaioannou | Griechenland    |
| -    | Richard Röstel       | Deutsches Reich |
| -    | Gustav Schuft        | Deutsches Reich |
| -    | Carl Schuhmann       | Deutsches Reich |
| -    | Dezső Wein           | Ungarn          |
| -    | Hermann Weingärtner  | Deutsches Reich |